# Operation Igloo
Die Operation Igloo war eine britische Aktion, um illegale jüdische Einwanderer, die an der Küste Palästinas abgefangen wurden, in Internierungslager nach Britisch-Zypern zu deportieren. Die Grundlage war die Regierungserklärung vom 13. August 1946. Die Operation Igloo ist nicht zu verwechseln mit der US-amerikanischen Operation Igloo White im Vietnamkrieg.
Die Operation Igloo begann unter der Leitung von Sir Alan Cunningham am 11. August 1946 um Mitternacht, und damit noch vor der Verkündigung der zugrundeliegenden Regierungserklärung. Als Vorbereitung wurde das Hafengelände von Haifa weiträumig mit Stacheldraht und Schützenpanzern durch die 1st Infantry Division gesichert. Die erste Aktion der Operation selbst war die Deportage der Passagiere, die am 11. August mit der Yagur und am 12. August mit der Henrieta Szold in Haifa ankamen. Anstatt wie bisher in Internierungslager an Land, wurden die Flüchtlinge auf die Deportationsschiffe Empire Heywood und Empire Rival gebracht. Diese Schiffe waren mit Maschendrahtzäunen und Stacheldrahtbarrieren wie ein Internierungslager gegen Ausbrechversuche gesichert.
Bereits bei der Evakuierung der Flüchtlingsschiffe leisteten die Juden erheblichen Widerstand, der von den britischen Soldaten unter Einsatz von Blend- und Reizgasgranaten und teilweise Schusswaffen gebrochen wurde. Jüdische Bürger von Haifa versuchten von der Landseite her, die Absperrung des Hafengeländes zu durchbrechen und den Flüchtlingen zur Hilfe zu kommen. Sie wurden von der Infanteriedivision mit Gewehrfeuer zurückgedrängt, wobei drei Personen getötet und sieben weitere verletzt wurden.
Im weiteren Verlauf nahm der Widerstand gegen die Operation Igloo in Palästina kriegsähnliche Züge an. Durch Sabotageakte der Palyam-Gruppe Ha’Chulya wurden Deportationsschiffe, Barkassen, Patrouillenboote und Zerstörer angegriffen. Die Operation Igloo konnte damit jedoch nicht gestoppt werden. Auf der anderen Seite erreichten die Briten nicht ihr Ziel, den Strom illegaler Einwanderer zu drosseln oder ganz zum Erliegen zu bringen. Deshalb herrschten bald auch in den Internierungslagern auf Zypern sehr beengte Zustände. Der Platznot versuchte die britische Regierung mit der Operation Oasis entgegenzutreten, mit der illegale Flüchtlinge wieder nach Europa zurücktransportiert wurden. Die erste Aktion der Operation Oasis war die Exodus-Affäre, nach dem für Großbritannien desaströsen weltweiten Echo auf diese Aktion blieb es auch die einzige.
Das mit der Operation Igloo eingeschlagene Vorgehen fand nicht die Zustimmung der US-Regierung unter Truman. Nach einem amerikanisch-britischen Abkommen von 1924 sollte Großbritannien derartige Änderungen im Mandatsbereich mit den USA abstimmen, was bei dieser Operation nicht erfolgte. Bereits durch unterschiedliche, nicht abgestimmte Aktivitäten bei Teilungsvorschlägen für Palästina, sowie Unterstützung von jüdischen und arabischen Gruppen, wurden die Differenzen zwischen der britischen und amerikanischen Nahostpolitik größer und sorgten mit für die zunehmende Isolation, in die die Briten mit ihrer Mandatspolitik gerieten.
Mit dem Ende des britischen Mandats am 14. Mai 1948 endete auch die Operation Igloo. Die Gesamtzahl der im Rahmen der Operation nach Zypern und Europa deportierten Juden beläuft sich auf etwa 56.300 Personen.